# نبرد میونسوس
نبرد میونسوس نبرد دریایی بود که در سال ۱۹۰ پیش از میلاد در طول جنگ رم علیه آنتیوخوس سوم برای سلطه بر یونان، بین ناوگان سلوکی و ناوگان رومی و رودس درگرفت که رومی‌ها پیروز بودند.